# فيكتوريا كير تايلفي
فيكتوريا كير تايلفي (من مواليد 13 نوفمبر 2003) عارضة أزياء وملكة جمال دنماركية توجت بلقب مسابقة ملكة جمال الكون 2024. قد سابقًا أن حصلت على المركز الثاني في مسابقة ملكة جمال الدنمارك 2022 وتم تعيينها ملكة جمال الكون الدنمارك 2024، لتصبح أول امرأة من الدنمارك تفوز بلقب ملكة جمال الكون، مثلت أيضًا الدنمارك في ملكة جمال غراند انترناشيونال 2022، حيث احتلت المركز العشرين الأوائل.

## نشأتها والتعليم
ولدت فيكتوريا عام 2003 في هيرليف، في منطقة العاصمة الدنماركية، ونشأت في ضاحية كوبنهاجن. تخرجت بدرجة البكالوريوس في إدارة الأعمال والتسويق. تدافع عن الصحة العقلية وحقوق الحيوان وريادة الأعمال في مجال التجميل.

## مسابقات ملكة جمال
بدأت رحلة فيكتوريا في عام 2021 عندما تنافست لأول مرة في مسابقة ملكة جمال الدنمارك واحتلت المركز الثاني بين 32 متسابقة. في العام التالي، تم تعيينها ملكة جمال الدنمارك الكبرى.
مثلت الدنمارك في مسابقة ملكة جمال جراند إنترناشيونال 2022 في إندونيسيا ضد 67 متسابقة واحتلت مكانًا بين أفضل 20. في سبتمبر 2024، رفضت إيما هيست بصفتها ملكة جمال الدنمارك 2024 المنافسة بسبب نقص التحضير. تم اختيار فيكتوريا وتعيينها من قبل منظمة ملكة جمال الدنمارك لتمثيل الدنمارك في مسابقة ملكة جمال الكون 2024 في المكسيك.

### ملكة جمال الكون 2024
بصفتها ملكة جمال الدنمارك، تنافست فيكتوريا وفازت بمسابقة ملكة جمال الكون 2024، التي أقيمت في 16 نوفمبر في مدينة مكسيكو. أصبحت فيكتوريا أول شخص دنماركي وامرأة شقراء منذ جينيفر هوكينز من أستراليا في عام 2004 تتوج بلقب ملكة جمال الكون، وثاني امرأة دنماركية تفوز بأي من مسابقات الجمال الدولية الأربع الكبرى، بعد كاثرينا سفينسون في ملكة جمال الأرض 2001. وهي أيضًا أول أوروبية تفوز بلقب ملكة جمال الكون منذ إيريس ميتينير من فرنسا التي توجت ملكة جمال الكون 2016.
في هذه المسابقة التمهيدية قدمت زيًا وطنيًا يصور إلهة محاربة فايكنغ بزخارف حمراء وذهبية. تنافست فيكتوريا في النهائيات في 16 نوفمبر التي أقيمت في مكسيكو سيتي، المكسيك. خلال المنافسة تقدمت فيكتوريا إلى المراكز الثلاثين الأولى. ثم تقدمت إلى المراكز الاثني عشر الأولى، وفي النهاية المراكز الخمسة الأولى. بحلول نهاية الحدث، توجت فيكتوريا ملكة جمال الكون 2024 من قبل حاملة اللقب المنتهية ولايتها شينيس بالاسيوس من نيكاراغوا.